# The Highwaymen (Countryband)
The Highwaymen war eine Supergroup, die 1985 von den Country-Musikern Waylon Jennings, Willie Nelson, Johnny Cash und Kris Kristofferson gegründet wurde. Die Musiker waren schon lange befreundet, und da ihre Plattenverkäufe rückläufig waren, entschlossen sie sich, gemeinsam Musik zu machen und auf Tournee zu gehen.

## Geschichte
Als Cash, Nelson, Kristofferson und Jennings im November 1984 bei Aufnahmen für ein Weihnachtsspecial von CBS im schweizerischen Montreux zusammentrafen, entstand die Idee für ein gemeinsames Projekt. Zurückgekehrt in die USA kamen gemeinsame Aufnahmen jedoch nicht recht voran, weil sich die Stimmen der vier Sänger als zu unterschiedlich für Duette erwiesen. 
Als dem mit der Gruppe verbundenen Marty Stuart der 1977 von Jimmy Webb geschriebene Song Highwayman angeboten wurde, erkannten die Beteiligten gleich das Potenzial des Songs, und insbesondere Cash spielte ihn wieder und wieder in ihrem Bus. Das vierstrophige Lied bot jedem Bandmitglied eine von ihm eigenständig zu interpretierende Strophe.
Der Titel des Songs wurde nicht nur zum Titel des ersten Albums der neuformierten Supergruppe, er inspirierte auch ihren Namen The Highwaymen. In der englischen Bezeichnung für Wegelagerer erkannten sich alle vier Bandmitglieder wieder, weil sie auf ihren Tourneen viel Zeit auf Highways verbrachten und alle vier im Genre der Country-Musik der Outlaw-Bewegung zuzurechnen waren, benannt nach dem englischen Wort Outlaw für Gesetzlose.
Highwayman wurde zum erfolgreichsten Song und einzigen Nummer-eins-Hit der Gruppe. Er hielt sich 20 Wochen in den US-Country-Charts, wurde 1985 bei den Academy of Country Music Awards als Single of the Year ausgezeichnet und erhielt bei den Grammy Awards 1986 den Grammy Award for Best Country Song.
Auch die volle Version des Johnny-Cash-Songs Big River aus dem Jahr 1957 inklusive der herausgeschnittenen vierten Strophe nahmen die Highwaymen für ihr Debütalbum auf. 1986 wurde mit allen Bandmitgliedern als Hauptdarsteller der Western Höllenfahrt nach Lordsburg, eine Neuverfilmung des John-Wayne-Klassikers von 1939, Ringo, gedreht. 1990 folgte Highwayman 2 und schließlich erschien 1995 das Album The Road Goes on Forever.
1990 gingen The Highwaymen erstmals gemeinsam auf Tournee durch die USA. Sie war ein großer Erfolg, und die Hallen waren stets ausverkauft. Bis 1995 folgten weitere Tourneen durch die USA, Europa und Australien. Auftritte in Deutschland hatten sie 1992 in Hamburg, Berlin, Frankfurt am Main und München. 1995 löste sich die Gruppe wegen der Schwierigkeiten, alle Musiker gleichzeitig im Studio oder auf der Bühne zu versammeln, auf. Es folgten aber noch mehrere Projekte, in denen die vier in unterschiedlichen Konstellationen gemeinsam Musik machten, zum Beispiel VH1-Storytellers mit Johnny Cash und Willie Nelson.

## Diskografie

### Alben
| Jahr | Titel                    | Höchstplatzierung, Gesamtwochen, AuszeichnungChartplatzierungen (Jahr, Titel, Platzierungen, Wochen, Auszeichnungen, Anmerkungen) | Höchstplatzierung, Gesamtwochen, AuszeichnungChartplatzierungen (Jahr, Titel, Platzierungen, Wochen, Auszeichnungen, Anmerkungen) | Anmerkungen |
| Jahr | Titel                    | US | Country | Anmerkungen |
| ---- | ------------------------ | --- | --- | ----------- |
| 1985 | Highwayman               | US92 Platin · (35 Wo.)US | Country1 (66 Wo.)Country |             |
| 1990 | Highwayman 2             | US79 (13 Wo.)US | Country4 (47 Wo.)Country |             |
| 1995 | The Road Goes On Forever | — | Country42 (14 Wo.)Country |             |

### Kompilationen
| Jahr | Titel                           | Höchstplatzierung, Gesamtwochen, AuszeichnungChartplatzierungen (Jahr, Titel, Platzierungen, Wochen, Auszeichnungen, Anmerkungen) | Höchstplatzierung, Gesamtwochen, AuszeichnungChartplatzierungen (Jahr, Titel, Platzierungen, Wochen, Auszeichnungen, Anmerkungen) | Anmerkungen |
| Jahr | Titel                           | US | Country | Anmerkungen |
| ---- | ------------------------------- | --- | --- | ----------- |
| 2016 | Live: American Outlaws          | — | Country16 (7 Wo.)Country |             |
| 2016 | The Very Best of the Highwaymen | — | Country22 (12 Wo.)Country |             |

Weitere Kompilationen
- 1991: On Their Own
- 1995: The Highwaymen Ride Again (nur in Niederlande und Griechenland)
- 1999: Highwayman Super Hits
- 2000: The Collection (UK: Silber)
- 2005: Country Legends
- 2010: The Essential Highwaymen

### Singles
| Jahr | Titel Album                               | Höchstplatzierung, Gesamtwochen, AuszeichnungChartsChartplatzierungen (Jahr, Titel, Album, Platzierungen, Wochen, Auszeichnungen, Anmerkungen) | Anmerkungen |
| Jahr | Titel Album                               | Country | Anmerkungen |
| ---- | ----------------------------------------- | --- | ----------- |
| 1985 | Highwayman                                | Country1 (20 Wo.)Country |             |
| 1985 | Desperados Waiting for a Train Highwayman | Country15 (18 Wo.)Country |             |
| 1990 | Silver Stallion Highwayman 2              | Country25 (14 Wo.)Country |             |

Weitere Singles
- 1990: Born and Raised in Black and White
- 1990: American Remains
- 1995: It Is What It Is
- 2005: If He Came Back Again

### Videoalben
| Jahr | Titel               | Höchstplatzierung, Gesamtwochen, AuszeichnungChartsChartplatzierungen (Jahr, Titel, Platzierungen, Wochen, Auszeichnungen, Anmerkungen) | Anmerkungen |
| Jahr | Titel               | UK | Anmerkungen |
| ---- | ------------------- | --- | ----------- |
| 1990 | The Highwaymen Live | UK3 Gold · (26 Wo.)UK |             |

## Auszeichnungen für Musikverkäufe
| Goldene Schallplatte - Neuseeland - 1991: für das Album On Their Own Platin-Schallplatte - Neuseeland - 2008: für das Videoalbum The Highwaymen Live | 10× Platin-Schallplatte - Australien - 2011: für das Videoalbum The Highwaymen Live |

Anmerkung: Auszeichnungen in Ländern aus den Charttabellen bzw. Chartboxen sind in ebendiesen zu finden.
| Land/RegionAuszeichnungen für Musikverkäufe (Land/Region, Auszeichnungen, Verkäufe, Quellen) | Silber  | Gold     | Platin       | Verkäufe  | Quellen           |
| -------------------------------------------------------------------------------------------- | ------- | -------- | ------------ | --------- | ----------------- |
| Australien (ARIA)                                                                            | —       | —        | 10× Platin10 | 150.000   | aria.com.au       |
| Neuseeland (RMNZ)                                                                            | —       | Gold1    | Platin1      | 15.000    | radioscope.net.nz |
| Vereinigte Staaten (RIAA)                                                                    | —       | —        | Platin1      | 1.000.000 | riaa.com          |
| Vereinigtes Königreich (BPI)                                                                 | Silber1 | Gold1    | —            | 85.000    | bpi.co.uk         |
| Insgesamt                                                                                    | Silber1 | 2× Gold2 | 12× Platin12 |           |                   |

## Filmografie
- 1986: Höllenfahrt nach Lordsburg (Stagecoach, Fernsehfilm)